# إد يوست
إد يوست (بالإنجليزية: Ed Yost)‏ هو مخترِع أمريكي، ولد في 30 يونيو 1919 في بريستو في الولايات المتحدة، وتوفي في 27 مايو 2007 في فاديتو في الولايات المتحدة.